# Södra Näs
Södra Näs är en bebyggelse i Varbergs kommun i Hallands län, belägen vid kusten cirka 5 kilometer söder om centralorten Varberg.
Orten ligger mellan Apelviken och Träslövsläge och är i stor utsträckning bebyggd med sommarbostäder. Södra- och Norra Nygård är två villaområden, som bebyggts under senare år. Tillfart till Södra Näs sker från Västkustvägen (gamla E6) vid Jonstaka.
SCB hade före 2015 avgränsat en tätort samt i den norra och västra delen av Södra Näs två separata småorter.

## Befolkningsutveckling
| Befolkningsutvecklingen i Södra Näs 1990–2010               | Befolkningsutvecklingen i Södra Näs 1990–2010 | Befolkningsutvecklingen i Södra Näs 1990–2010 | Befolkningsutvecklingen i Södra Näs 1990–2010 | Befolkningsutvecklingen i Södra Näs 1990–2010 |
| ----------------------------------------------------------- | --------------------------------------------- | --------------------------------------------- | --------------------------------------------- | --------------------------------------------- |
|                                                             |                                               |                                               |                                               |                                               |
| År                                                          |                                               |                                               | Folkmängd                                     | Areal (ha)                                    |
| 1990                                                        | 1990                                          |                                               | 332                                           | 24                                            |
| 1995                                                        | 1995                                          |                                               | 392                                           | 32                                            |
| 2000                                                        | 2000                                          |                                               | 375                                           | 32                                            |
| 2005                                                        | 2005                                          |                                               | 600                                           | 60                                            |
| 2010                                                        | 2010                                          |                                               | 671                                           | 60                                            |
| Anm.: Ny tätort 1990, sammanvuxen med tätorten Varberg 2015 |                                               |                                               |                                               |                                               |